# Jonathan McDaniel
Jonathan Richard McDaniel (Long Beach, Kalifornia, 1985. május 17. –) amerikai színész, rapper.
Legismertebb alakítása Devon Carter 2003 és 2006 között a That’s So Raven és a 2017 óta futó Raven otthona című sorozatokban. A Hit the Floor című sorozatban is szerepelt.

## Pályafutása
Első fontosabb szerepe a Disney Channel That’s So Raven című sorozatába volt.
2002-ben kiadott két albumot, majd 2006-ban kiadta a harmadik albumát.
2012-ben szerepelt az In the Hive című filmben. 2017-től a Raven otthona című sorozatban szerepel.

## Magánélete
2013. augusztus 21-én született meg a lánya, Aiza Jae McDaniel.
2017. július 30-án megszületett a fia, Asher Levi McDaniel.

## Filmográfia

### Filmek
| Év   | Magyar cím                         | Eredeti cím                    | Szerep          | Magyar hang |
| ---- | ---------------------------------- | ------------------------------ | --------------- | ----------- |
| 2020 |                                    | Casting The Net                | Jeffrey Jackson |             |
| 2017 |                                    | Call Me King                   | Zho             |             |
| 2016 |                                    | My Many Sons                   | Pete Froedden   |             |
| 2012 |                                    | In the Hive                    | Xtra Keys       |             |
| 2010 | Elzárás                            | Detention                      | T-Loc           |             |
| 2010 |                                    | Burning Palms                  | Trey            |             |
| 2010 | A Halál szelencéje                 | Kill Katie Malone              | Dixie           |             |
| 2007 | Johnny Kapahala: Újra a fedélzeten | Johnny Kapahala: Back on Board | Sam Sterling    |             |
| 2007 |                                    | South of Pico                  | Fernando        |             |
| 2006 |                                    | Da Jammies                     | Mike Fresh      |             |
| 2004 |                                    | Nora's Hair Salon              | Leronne         |             |
| 2004 | A sötétség köre                    | Ring of Darkness               | Koordinátor     |             |

### Televíziós szerepek
| Év        | Magyar cím         | Eredeti cím     | Szerep       | Megjegyzések                           |
| --------- | ------------------ | --------------- | ------------ | -------------------------------------- |
| 2019      |                    | Michael Caine   | Brad Pryce   | 2 epizód                               |
| 2017–     | Raven otthona      | Raven's Home    | Devon Carter | mellékszereplő magyar hangja Pál Tamás |
| 2013–2018 |                    | Hit the Floor   | German Vega  | főszereplő                             |
| 2009      | Született szinglik | Cougar Town     | Ryan         | 1 epizód: Pilot                        |
| 2003–2006 |                    | That’s So Raven | Devon Carter | mellékszereplő                         |